# Parti du développement national du Vanuatu
Le Parti du développement national du Vanuatu (en anglais : Vanuatu National Development Party abrégé VNDP) est un parti politique du Vanuatu.

## Histoire
Le VNDP est fondé en juillet 2014 par Christophe Emelee, député du Parti national (VNP), et par Robert Bohn, chef du Parti pour le développement progressif (VPDP).
Lors de sa première participation électorale, lors des élections législatives de 2016, le parti présenté treize candidats. À l'issue du scrutin il remporte deux sièges au Parlement : Christophe Emelee dans les îles Torrès et Jack Wona dans les îles Banks.

## Résultats électoraux

### Élections législatives
| Année | Voix  | %    | Élus   | Rang |
| ----- | ----- | ---- | ------ | ---- |
| 2016  | 4 942 | 4,37 | 2 / 52 | 7e   |
| 2020  | 2 102 | 1,46 | 1 / 52 | 15e  |
| 2022  |       |      | 2 / 52 |      |